# Viticultura en Tarija

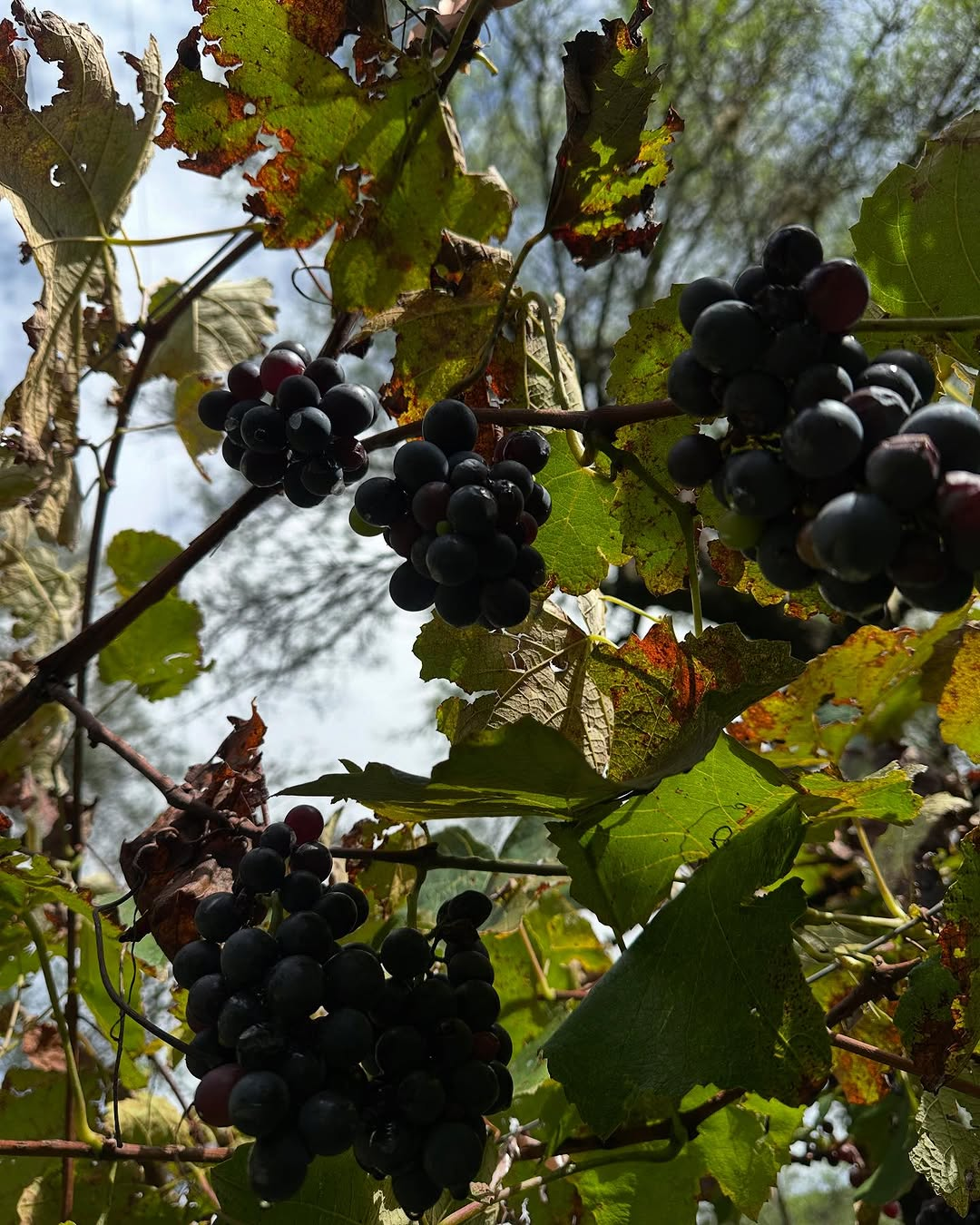
Uva típica de Tarija

La viticultura en Tarija, departamento ubicado al sur de Bolivia, constituye una de las actividades agroindustriales más importantes de la región. Esta práctica ha consolidado a Tarija como el principal productor de uvas, vinos y singani del país, gracias a sus condiciones climáticas y geográficas únicas. La producción vitivinícola se desarrolla principalmente en el Valle Central de Tarija, donde las familias productoras, cooperativas y bodegas han logrado articular un clúster productivo de relevancia nacional.

## Historia
El cultivo de la vid en Bolivia tiene sus orígenes en la época colonial, cuando los misioneros españoles introdujeron las primeras cepa
s para la elaboración de vino de consagrar. Aunque las primeras plantaciones se establecieron en otras regiones como Mizque, con el tiempo Tarija se consolidó como el principal centro vitivinícola del país. La documentación histórica muestra que la tradición vitivinícola tarijeña ha evolucionado de cultivos familiares a una industria reconocida internacionalmente.

## Producción
Según datos recientes, Tarija produce el 85 % de la uva del país, alcanzando una producción de 59,2 millones de kilos al año. De este total, una gran parte se destina a la elaboración de vino y singani, las dos principales bebidas derivadas de la uva en Bolivia. El Valle Central concentra el 77 % de los viñedos del país, con 1.629 hectáreas cultivadas y más de 1.900 familias productoras.

## Características geográficas
Uno de los factores más importantes que favorecen la calidad de la viticultura en Tarija es su altitud. Los viñedos están situados entre los 1.800 y 2.850 metros sobre el nivel del mar, convirtiéndolos en algunos de los más altos del mundo. Estas condiciones permiten una buena insolación y una marcada amplitud térmica, ideales para la maduración de la uva, en especial la variedad Moscatel de Alejandría, fundamental en la producción de singani.

## Clúster vitivinícola
Para 2025, la viticultura tarijeña está compuesta por más de 2.800 familias viticultoras y alrededor de 37 bodegas productoras de vino y singani. Este modelo productivo ha sido estudiado por diversas instituciones y es promovido por la gobernación y entidades privadas para fortalecer la competitividad de la región.

## Enfoques de desarrollo sostenible
En años recientes, la Gobernación de Tarija ha impulsado un enfoque de viticultura regenerativa, buscando un equilibrio entre productividad, sostenibilidad y preservación del medio ambiente. Este enfoque busca reducir el uso de agroquímicos, mejorar la fertilidad del suelo y promover prácticas respetuosas con la biodiversidad local.

## Importancia económica y cultural
La viticultura no solo es una fuente significativa de ingresos y empleo para la región, sino que también forma parte del patrimonio cultural de Tarija. Las fiestas de la vendimia, las rutas del vino y singani, y la identidad gastronómica local están íntimamente ligadas a esta tradición productiva. Además, la creciente tecnificación y articulación institucional han permitido que Tarija se proyecte como una región vitivinícola emergente en América Latina.

## Galería

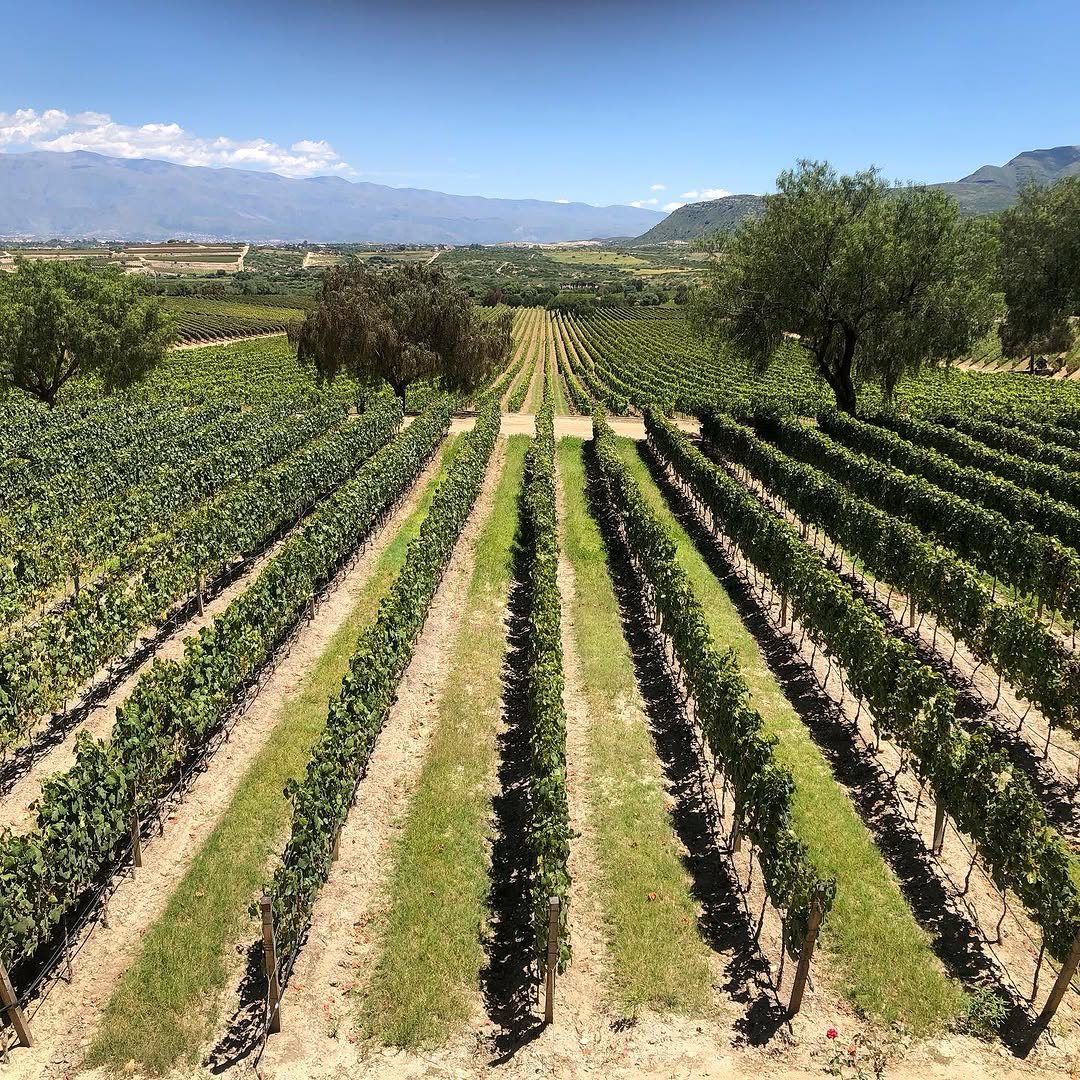
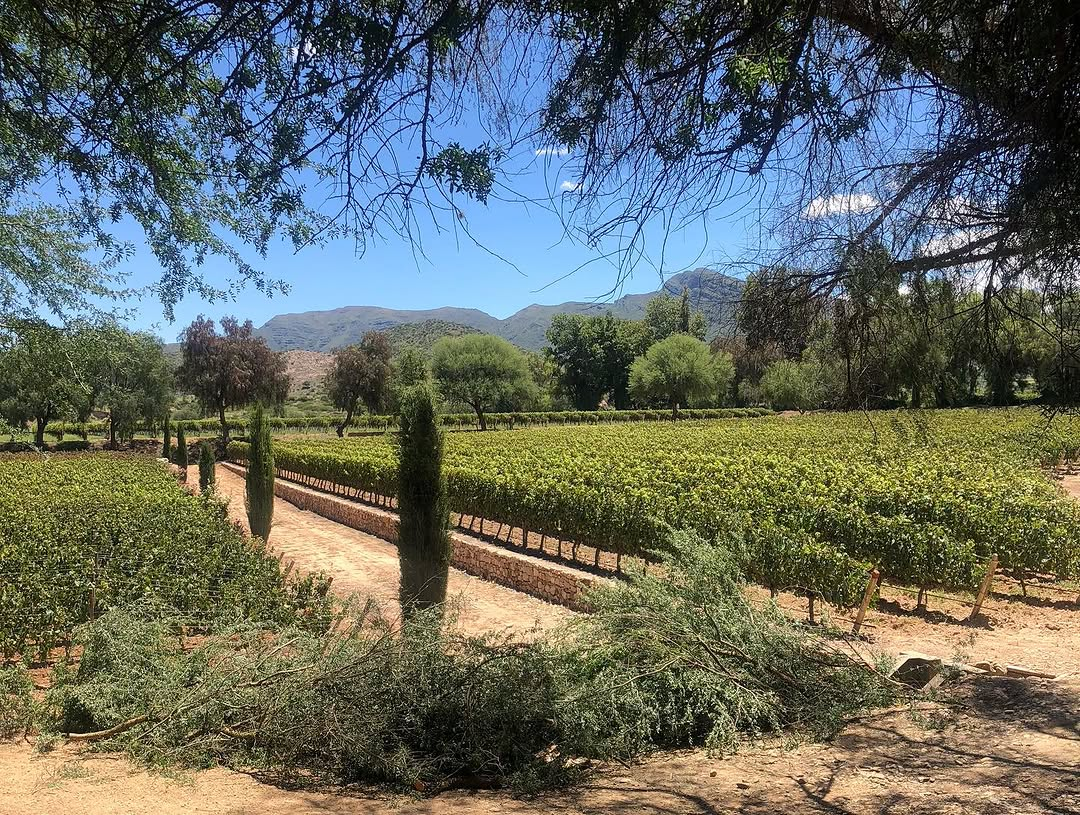
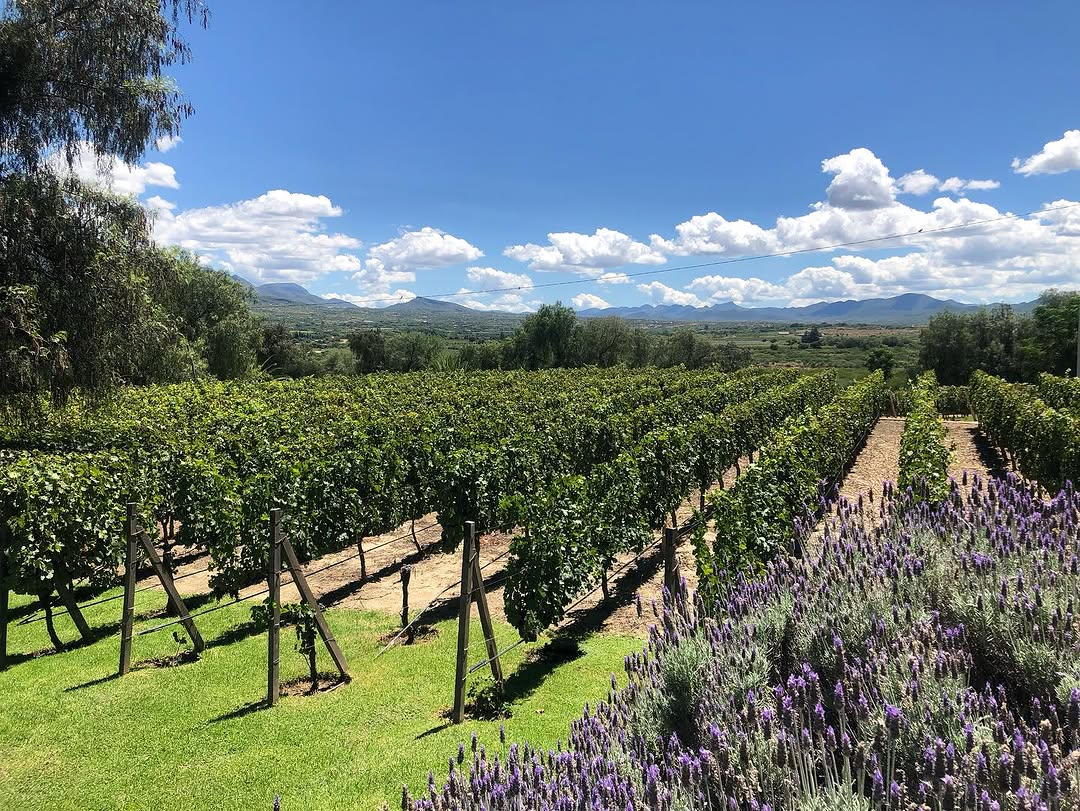
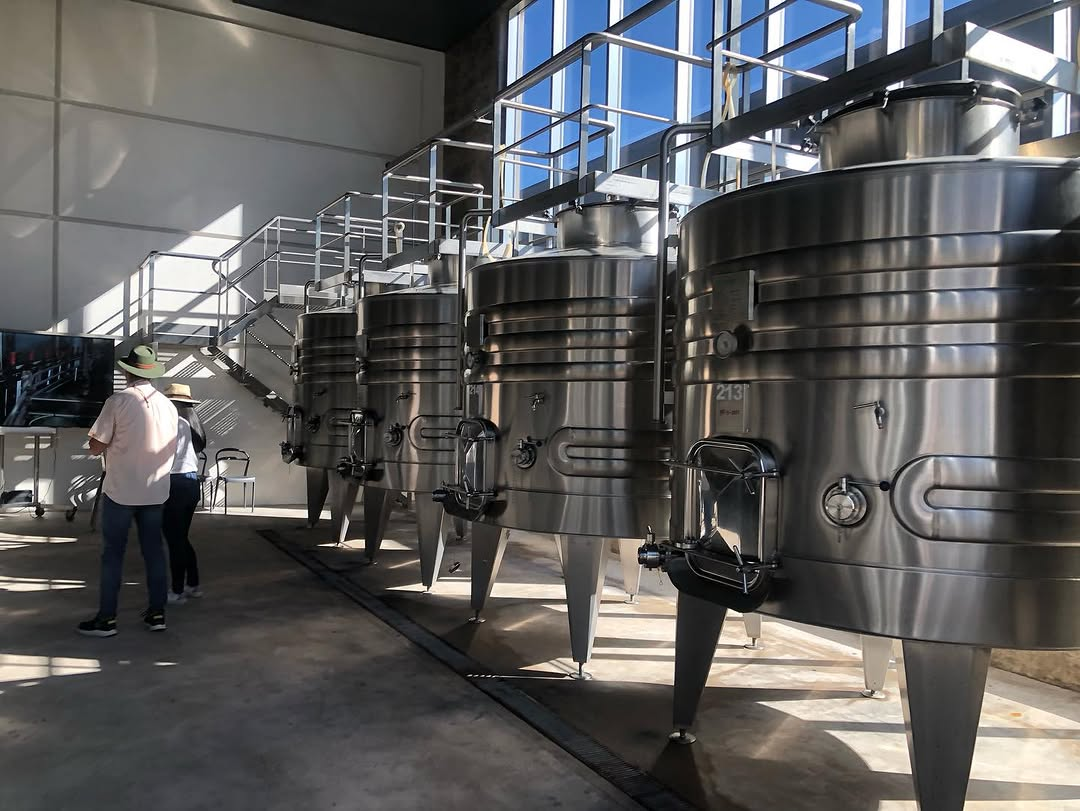
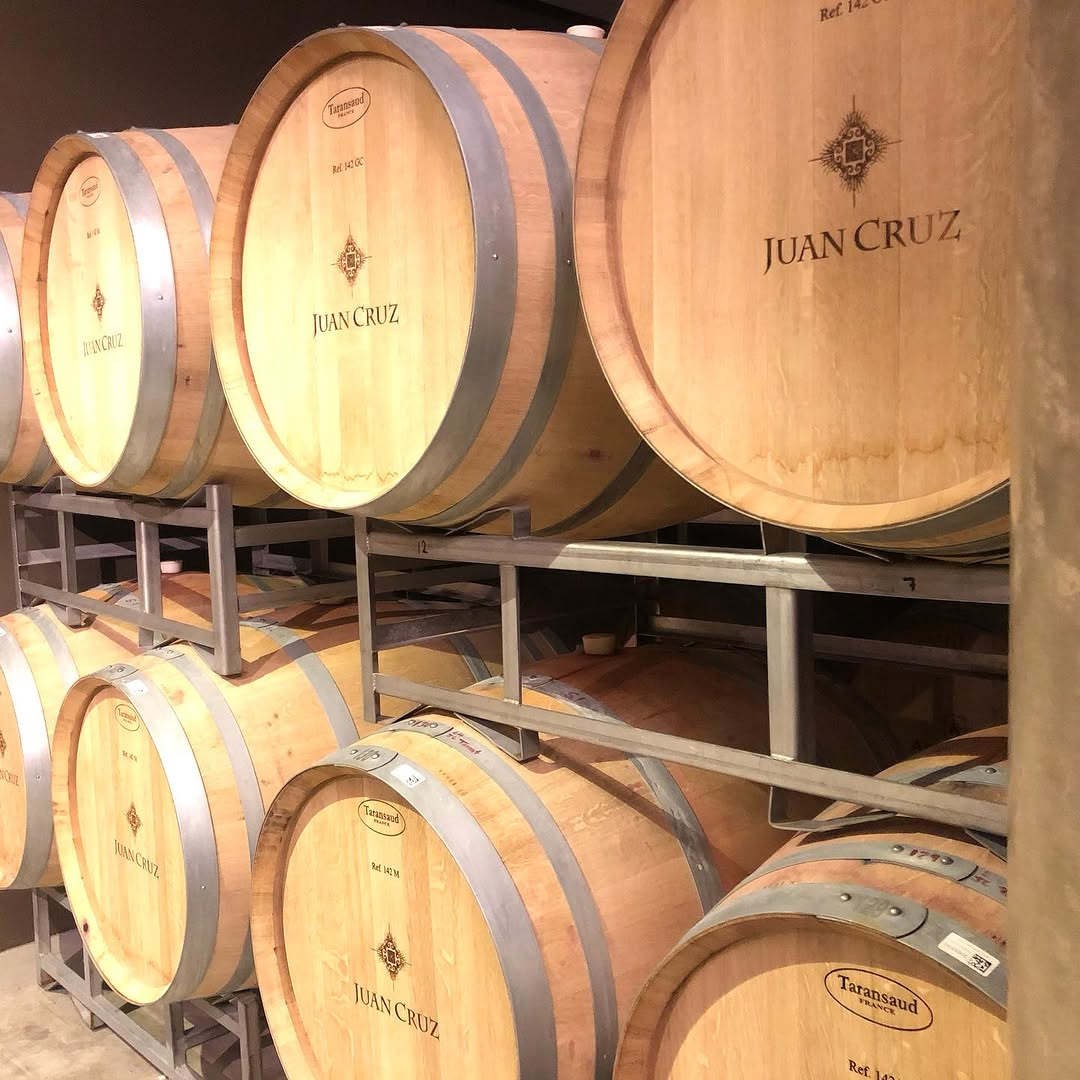
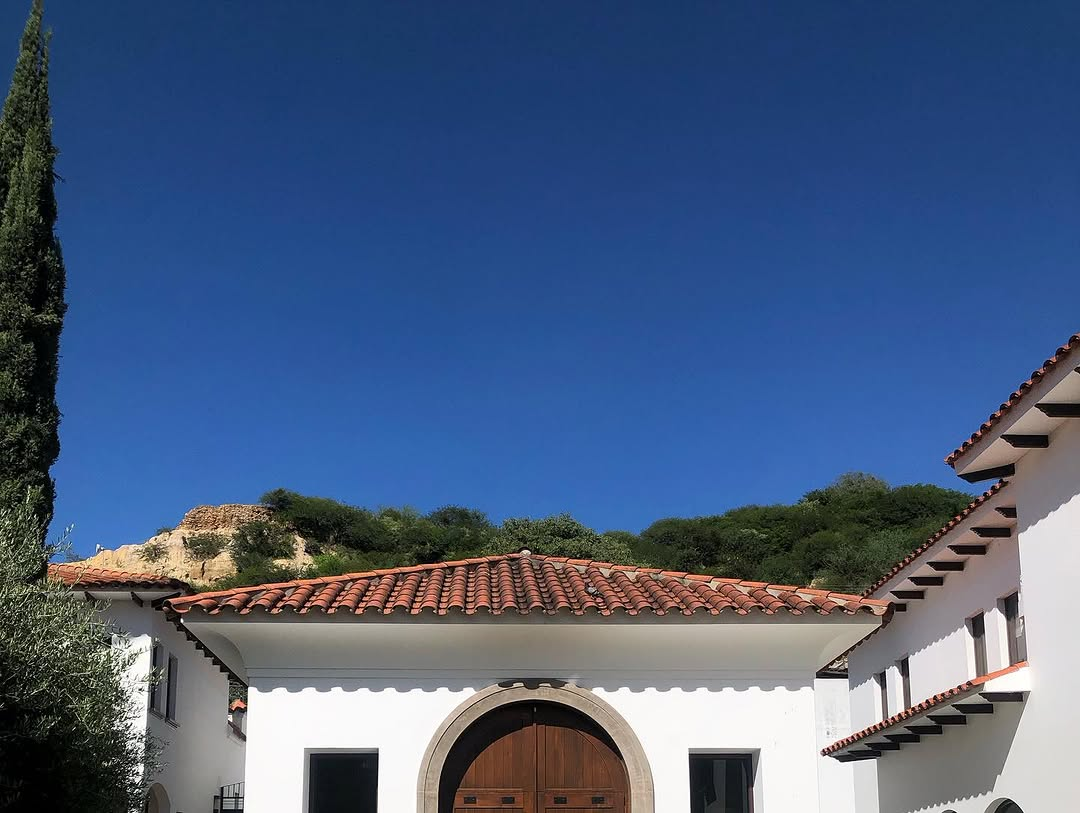
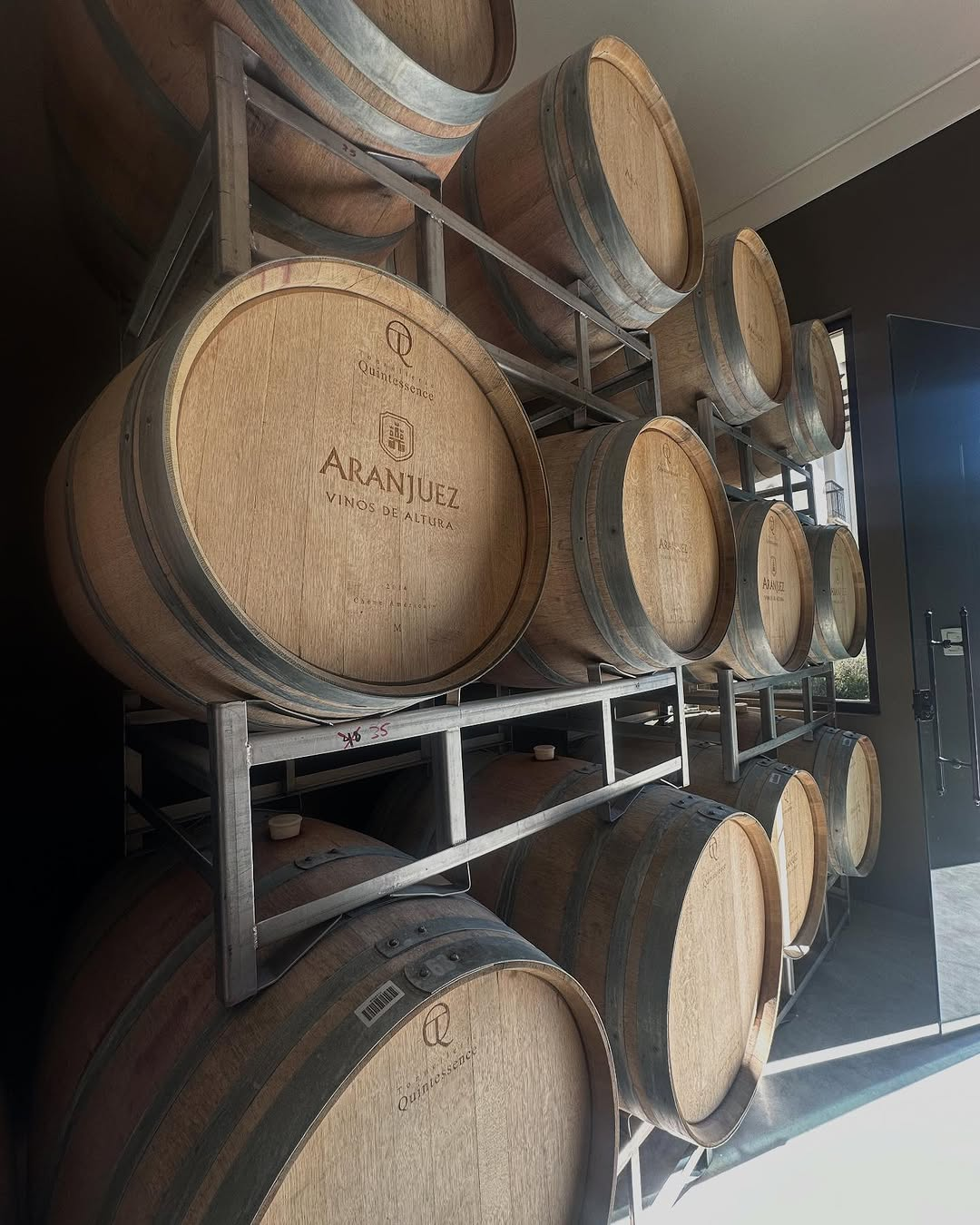